# Келтайоки
Келтайоки — река в России, протекает по территории Костомукшского городского округа Республики Карелии. Длина реки — 15 км.
Река берёт начало из озера Ильваса на высоте 222,7 м над уровнем моря и далее течёт преимущественно в северо-восточном направлении.
Келтайоки в общей сложности имеет 12 малых притоков суммарной длиной 18 км.
Втекает на высоте 104,4 м над уровнем моря в озеро Марья-Шелека, через которое протекает река Судно.
Населённые пункты на реке отсутствуют.
Код объекта в государственном водном реестре — 02020000812102000003014.